# Тиргу-Муреш (аеропорт)
Аеропорт Трансильванії Тиргу-Муреш (рум. Aeroportul Transilvania Târgu Mureș) (IATA: TGM, ICAO: LRTM) — міжнародний аеропорт, розташований на відстані 14 км на південний захід від міста Тиргу-Муреш, повіт Муреш, центральна Румунія. До травня 2006 року офіційна назва була Тиргу-Муреш — Відрасеу (Târgu Mureș Vidrasău Airport) (від назви села на відстані 17 км за межами Тиргу-Муреша, де розташований аеропорт).

## Історія
Відкритий у 1936 році перший аеропорт Тиргу-Муреша був побудований за 2,5 кілометри від центру міста. Аеропорт було перебудовано на його нинішньому місці в 1960-х роках, а урочисто відкрито в 1969 році.
Після 2000 року аеропорт зазнав масштабної реконструкції. У жовтні 2005 року було відкрито новий міжнародний термінал і встановлено систему посадки за приладами категорії II, що дозволяє обслуговувати рейси 24 години на добу.
У грудні 2016 року адміністратор повітової ради розпочав нову програму модернізації. Проект передбачав реконструкцію злітно-посадкової смуги та перону (приблизна інвестиція 77 мільйонів леїв). Аукціон виграла асоціація Porr-Geiger, а будівництво почалося на початку жовтня 2017 року і завершилося в червні 2018 року . 25 червня 2018 року нова злітно-посадкова смуга була введена в експлуатацію.

## Авіалінії та напрямки
Наступні авіакомпанії виконують регулярні регулярні та чартерні рейси в аеропорт Тиргу-Муреш:
| Авіакомпанія | Пункт призначення                           |
| ------------ | ------------------------------------------- |
| Wizz Air     | Будапешт, Дортмунд, Лондон-Лутон, Меммінген |

## Статистика

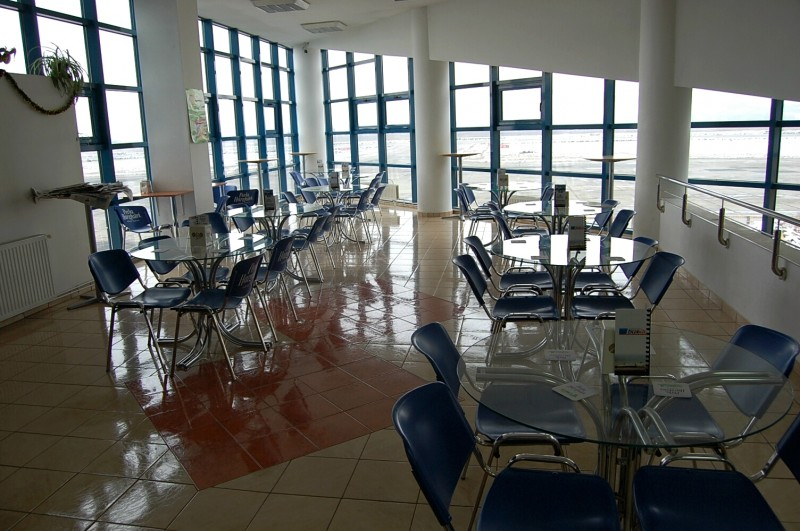
Зона відправлення

Див. джерело запитів Вікіданих та джерела.